# Tariqe Fosu
Tariqe Fosu, né le 5 novembre 1995 à Wandsworth, est un footballeur international ghanéen. Il joue au poste d'ailier gauche pour le club de Northampton Town.

## Biographie
Le 14 mai 2014, il signe son premier contrat pro avec Reading. Le 2 mai 2015, il fait ses débuts pour le club lors d'un match contre Derby County. 
Ensuite, il est prêté à Fleetwood Town, Accrington Stanley, et Colchester United.
Le 19 juin 2017, il rejoint Charlton Athletic.
Le 31 janvier 2020, il rejoint Brentford.
Le 20 janvier 2023, il est prêté à Rotherham United.